# Castelliri
Castelliri è un comune italiano di 3 154 abitanti della provincia di Frosinone nel Lazio.

## Geografia fisica

### Territorio
Castelliri si trova nella Valle del Liri, sui 261 m s.l.m. su di un poggio, che sovrasta il fiume Liri, che dà il nome all'omonima valle.
Il territorio comunale, disposto da nord a sud, presenta una grande varietà territoriale, passando dalla zona pianeggiante, posta lungo il Liri, ad un'altra più collinare fino ad arrivare alle propaggini meridionali dei monti Ernici, occupata dal Bosco di Castelliri, che toccano la parte settentrionale del comune.
Tra le cime più alte quella del Monte Castellone, al confine con Veroli, che tocca i 725 m, quella del Colle Lungo, 639 m, e quella del Colle Trauto, 593 m.

### Clima
- Classificazione climatica: zona D, 2080 GR/G

## Storia
Il territorio, storicamente appartenuto agli Ernici, entrò definitivamente nell'orbita romana tra il IV e il III secolo a.C.
Dal 1443 fece parte del Ducato di Sora, prima di essere reintegrato nel 1776 nel Regno di Napoli per decisione di Ferdinando I delle Due Sicilie.

## Monumenti e luoghi d'interesse

### Architetture religiose
- Chiesa Santa Croce
- Chiesa di San Rocco
- Chiesa di Santa Maria Salome
- Chiesa della Madonna del Campo
- Chiesa della Madonna di Loreto

## Società

### Evoluzione demografica
Abitanti censiti

### Religione
La popolazione professa per la maggior parte la religione cattolica nell'ambito della diocesi di Sora-Cassino-Aquino-Pontecorvo.

## Cultura

### Musica
Il complesso bandistico comunale "Città di Castelliri Conimi-Reale" è una vera e propria istituzione locale. La Banda di Castelliri infatti è attiva fin dal 1877 rappresentando uno dei complessi bandistici più antichi della Provincia di Frosinone.

### Cucina
- Aglio Rosso; è zona di produzione dell'Aglio Rosso, utilizzato in diverse ricette locali.[6]

## Economia
Di seguito la tabella storica elaborata dall'Istat a tema Unità locali, intesa come numero di imprese attive, ed addetti, intesi come numero di addetti delle imprese locali attive (valori medi annui).
|            | 2015                  |                              |                            |                |                       |                     | 2014                  |                | 2013                  |                |
| ---------- | --------------------- | ---------------------------- | -------------------------- | -------------- | --------------------- | ------------------- | --------------------- | -------------- | --------------------- | -------------- |
|            | Numero imprese attive | % Provinciale Imprese attive | % Regionale Imprese attive | Numero addetti | % Provinciale Addetti | % Regionale Addetti | Numero imprese attive | Numero addetti | Numero imprese attive | Numero addetti |
| Castelliri | 196                   | 0,58%                        | 0,04%                      | 682            | 0,64%                 | 0,04%               | 197                   | 621            | 215                   | 691            |
| Frosinone  | 33.605                |                              | 7,38%                      | 106.578        |                       | 6,92%               | 34.015                | 107.546        | 35.081                | 111.529        |
| Lazio      | 455.591               |                              |                            | 1.539.359      |                       |                     | 457.686               | 1.510.459      | 464.094               | 1.525.471      |

Nel 2015 le 196 imprese operanti nel territorio comunale, che rappresentavano lo 0,58% del totale provinciale (33.605 imprese attive), hanno occupato 682 addetti, lo 0,64% del dato provinciale; in media, ogni impresa nel 2015 ha occupato tre addetti (3,48).

## Infrastrutture e trasporti

### Strade
Tramite la strada regionale 214 Maria e Isola Casamari (SR 214), già strada statale, Castelliri è collegata ad Isola del Liri.

## Amministrazione
Nel 1862 cambiò denominazione da Castelluccio a Castelluccio di Sora, e nel 1878 la cambiò ancora in Castelliri.
Nel 1927, a seguito del riordino delle circoscrizioni provinciali stabilito dal regio decreto n. 1 del 2 gennaio 1927, per volontà del governo fascista, quando venne istituita la provincia di Frosinone, Castelliri passò dalla provincia della Terra di Lavoro a quella di Frosinone.
| Periodo   | Sindaco            | Partito      |
| --------- | ------------------ | ------------ |
| 1995-1999 | Sante Pagnanelli   | Lista civica |
| 1999-2004 | Sandro De Gasperis | Lista civica |
| 2004-2009 | Sandro De Gasperis | Lista civica |
| 2009-2014 | Francesco Quadrini | Lista civica |
| 2014-2019 | Francesco Quadrini | Lista civica |
| 2019-     | Fabio Abballe      | Lista civica |

### Gemellaggi
Castelliri è gemellata con
- Oytier-Saint-Oblas, dal 2016[8]

### Altre informazioni amministrative
Fa parte della Comunità montana Valle del Liri e del Consorzio di bonifica Conca di Sora.

## Sport
- L'ASD Atletico Castelliri era la locale squadra di calcio. Militava in seconda categoria. Attualmente la città non è rappresentata da alcuna squadra di calcio.

## Galleria d'immagini

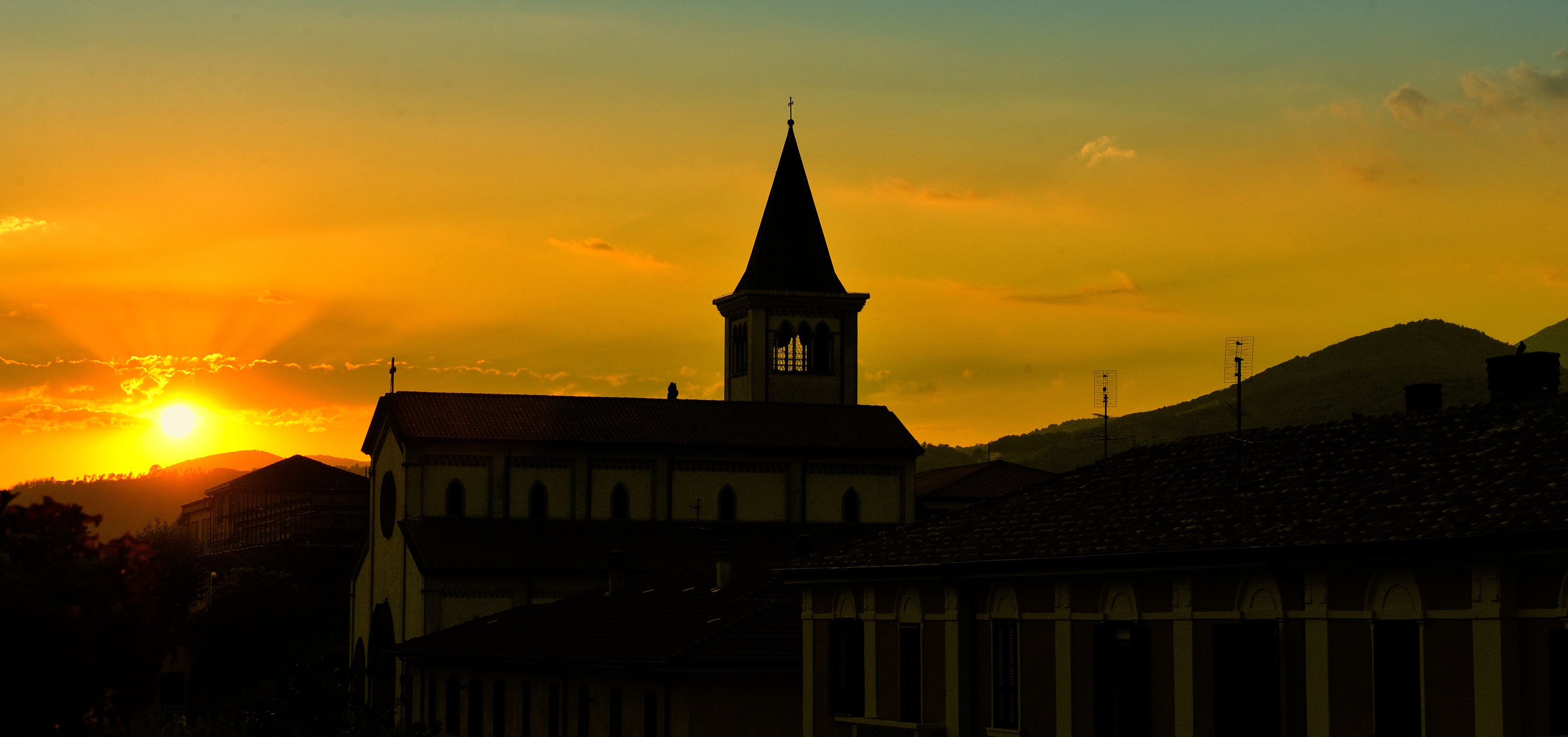
Tramonto
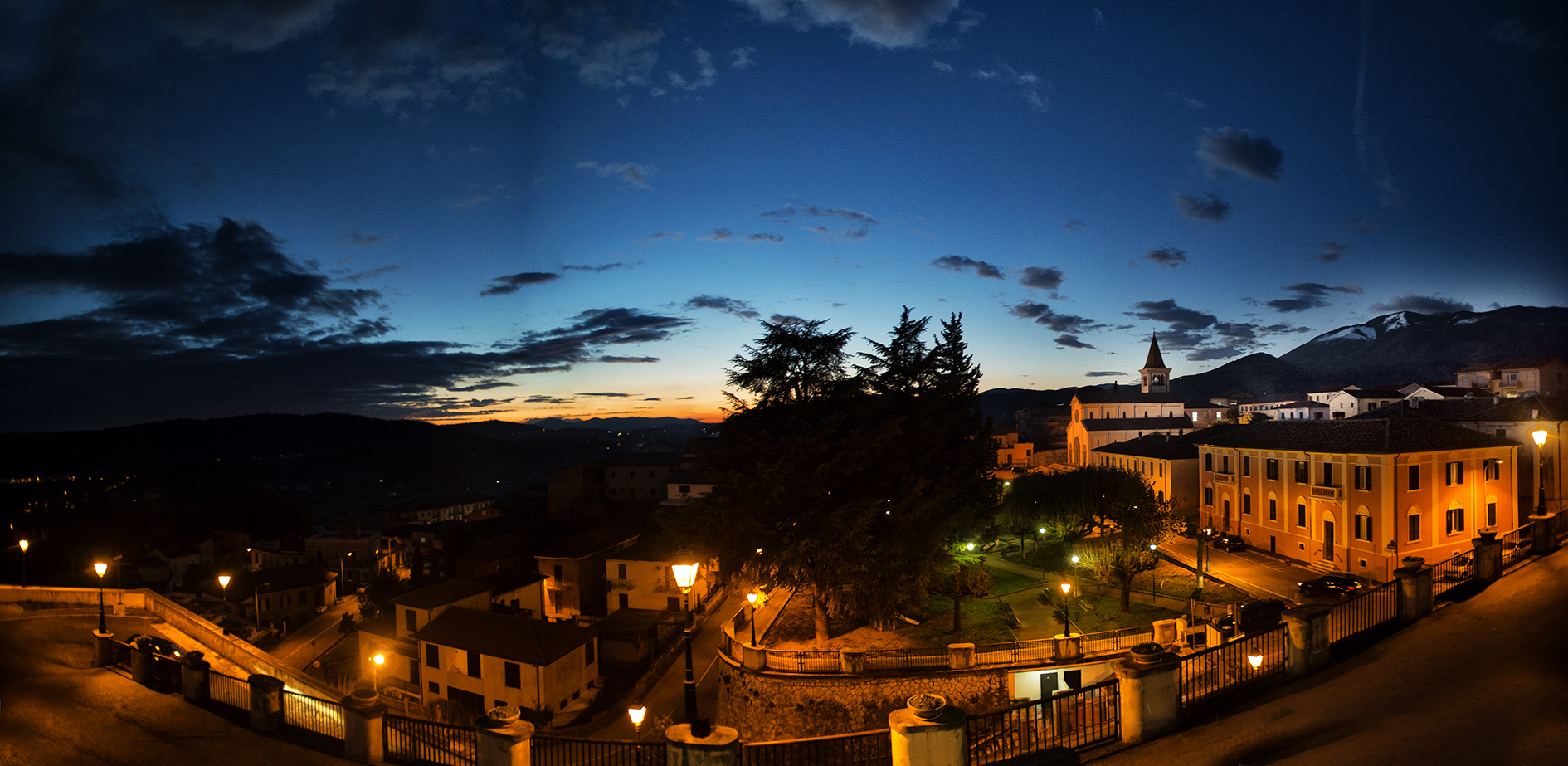
Panoramica serale